# José Estanislau de Oliveira
José Estanislau de Oliveira, primeiro barão de Araraquara e visconde de Rio Claro (São Paulo, 5 de março de 1803 — Rio Claro, 4 de setembro de 1884), foi um fazendeiro, militar e político brasileiro, cafeicultor da região de Piracicaba, além de ter participado como coronel na Guerra do Paraguai. Foi um dos fundadores da Estrada de Ferro Rio Claro–São Carlos do Pinhal.
Filho de Estanislau José de Oliveira e de Maria Joaquina de Araújo. Casou-se em 12 de abril de 1828 com a teuto-brasileira Elisa Justina de Melo Franco, com a qual teve doze filhos, entre os quais:
- Estanislau José de Oliveira, 2.º barão de Araraquara,[2] casado com Amélia Cândida Luz.
- Maria Joaquina de Melo e Oliveira, casada com Rafael Tobias de Aguiar Pais de Barros, 2.º barão de Piracicaba.[7]
- Luís José de Melo e Oliveira, barão de Melo e Oliveira,[2] casado com Ana Flora Vieira Barbosa.
- Amália Carolina de Melo e Oliveira, casada com José Luís Borges, 2.º barão de Dourados.
- Ana Carolina de Melo e Oliveira, casada com Antônio Carlos de Arruda Botelho, conde do Pinhal.[7]

## Títulos nobiliárquicos e honrarias
Barão de Araraquara
Título conferido por decreto imperial em 30 de maio de 1868. Faz referência à cidade paulista de Araraquara, região onde o nobre possuía cafezais. "Araraquara", diz Eduardo Navarro em seu Dicionário de Tupi Antigo (2013), baseia-se na expressão da língua geral paulista (desenvolvimento do tupi antigo) ararakûara, que significa "toca das araras" (arara, "arara" e kûara, "buraco", "toca"). 
Visconde de Rio Claro
Título conferido por decreto imperial em 19 de julho de 1879. Faz referência à cidade paulista de Rio Claro, região onde possuía cafezais.